# کیریل آندریف
کیریل آندریف (بلغاری: Кирил Андреев؛ زادهٔ ۲۹ دسامبر ۱۹۸۳) بازیکن فوتبال اهل بلغارستان است.